# Cameron Mathison
Cameron Arthur Mathison (Sarnia , 25 augustus 1969) is een Canadese acteur en presentator. Hij is vooral bekend van de soapseries All My Children en General Hospital en van diverse rollen in Hallmark-films.

## Biografie
Mathison werd geboren op 25 augustus 1969 in Sarnia (Ontario) als jongste zoon van Loretta en Bill Mathison. Hij studeerde aan de McGill-universiteit in Montréal, waar hij aanvoerder was van het basketbalteam en in 1993 een bachelordiploma behaalde in civiele techniek.
Na het behalen van zijn diploma ging hij aan de slag als model en was hij te zien in reclamespots in Canada, de Verenigde Staten en Europa. Dit leidde tot het volgen van acteerlessen en het begin van zijn acteercarrière in Toronto.
Mathison maakte zijn filmdebuut in 54. Daarna volgde een hoofdrol in de Canadese onafhankelijke film Washed Up.
Op televisie is hij vooral bekend van zijn rol als Ryan Lavery in de soapserie All My Children, een rol die hij speelde  van 1998 tot 2011 en waarvoor hij in 1999 een Soap Opera Digest Award won voor "Beste mannelijke nieuwkomer". Deze rol leverde hem ook een Emmy-nominatie op voor "Beste mannelijke bijrol in een dramaserie" in 2002 en 2005. Verder had hij ook gastrollen in televisieseries zoals Castle, Desperate Housewives, Hot in Cleveland, Drop Dead Diva en The Exes en was hij te zien in talloze televisiefilms. Sinds 2021 speelt hij de rol van Drew Cain in de soapserie General Hospital.
Naast zijn acteerwerk was hij van 2009 tot 2015 ook correspondent en presentator van het ochtendprogramma Good Morning America op ABC. In april 2015 stapte hij over naar Entertainment Tonight op CBS als fulltime correspondent en co-presentator.
Mathison trouwde op 27 juli 2002 met model Vanessa Marie Arevalo. Ze hebben twee kinderen: een zoon Lucas en een dochter Leila. In juli 2024 kondigde het paar aan dat ze uit elkaar gaan.